# 口腔生理学
口腔生理学（こうくうせいりがく、英語：oral physiology）とは、基礎歯学の一分野の専門学問である。
主に生理学を基礎に口腔の機能を生理学的に研究することを中心としている。
また、顎関節症や歯科矯正、味覚障害など臨床歯科系分野にとってはなくてはならない基礎分野であり、治療に際しては口腔生理学者が共に参加することが多い。研究に従事している者は、生理学を専攻する歯科医師の他に薬剤師、理学者など様々な分野の研究者が従事している。

## 関連専門医
- 歯列矯正専門医（日本矯正歯科学会）
- 日本顎咬合学会認定医（日本顎咬合学会）
- 日本顎関節学会認定医（日本顎関節学会）
- 日本全身咬合学会認定医（日本全身咬合学会）

## 関連学会
- 日本咀嚼学会／日本口腔内科学会
- 日本生理人類学会

2006年1月現在、「口腔生理学会」は存在しない。